# Грицько Чорний
Грицько (Григорій) Чорний (також Грицько Савич з Черкас на прізвисько Чорний; пол. Hryćko Czarny; ? — 1630) — військовий діяч Речі Посполитої, руський шляхтич гербу Сулима, козацький отаман. Старший Війська Запорозького реєстрового (1628–1630).

## Короткі відомості
1624 року очолив другий похід на Стамбул. В цей час був кошовим отаманом. Очолював 102 козацькі чайки. Було завдано поразки флоту, сплюндровано Фарос.
Разом з Михайлом Дорошенком брав участь у поході проти кримських татар (1628).
У 1629 році:
- на чолі реєстрових козаків разом з козаками Стефана Хмелецького розгромив у східній Україні залишки татар, які втекли з Галичини (вони з великою здобиччю поверталися з-під Бурштина) після їх поразки у битві в жовтні військами під загальним командуванням воєводи руського Станіслава Любомирського біля Монастириська[2], чим сильно допоміг королівським жовнірам[3];
- частина реєстрових козаків вибрала замість Чорного старшим Левка Івановича. На це Чорний оголосив про виключення з реєстру всіх, хто пішов на Запорожжя та прийняв унію.

У березні 1630 року під час повстання Тараса Федоровича Чорний був підступом захоплений у полон у Черкасах після обіцянки випищиків підкоритися. Звинувачувався у переході на унію.
За вироком козацького суду був страчений у Боровиці: спочатку йому відрубали руки, потім — голову.